# Matteo Verstraete
Matteo Verstraete (12 november 2003) is een Belgisch basketballer.

## Carrière
Verstraete speelde in de jeugdploegen van BC Oostende en doorliep er de verschillende ploegen tot in de tweede ploeg. In het seizoen 2021/22 maakte hij zijn debuut voor de eerste ploeg maar speelde voornamelijk voor de tweede ploeg. In 2022 tekende hij een driejarig contract bij Oostende. Ook in het seizoen 2022/23 kreeg hij enkele kansen bij de eerste ploeg maar speelde opnieuw voornamelijk voor de tweede ploeg.
In het seizoen 2024/25 speelde hij ook op dubbele licentie voor SKT Ieper. Voor het seizoen 2025/26 werd hij uitgeleend aan eersteklasser Union Mons-Hainaut om meer speelminuten te verzamelen.

### Nationale ploeg
Verstraete is een Belgisch jeugdinternational voor de Belgische nationale ploeg.

## Erelijst
- Belgisch landskampioen: 2022, 2023, 2024, 2025
- BNXT League-kampioen: 2024
- Belgisch bekerwinnaar: 2025